# Radnai György (operaénekes)
Radnai György (Szurdokpüspöki, 1920. augusztus 7. – Budapest, 1977. április 4.) Kossuth-díjas magyar operaénekes (bariton).

## Élete és munkássága

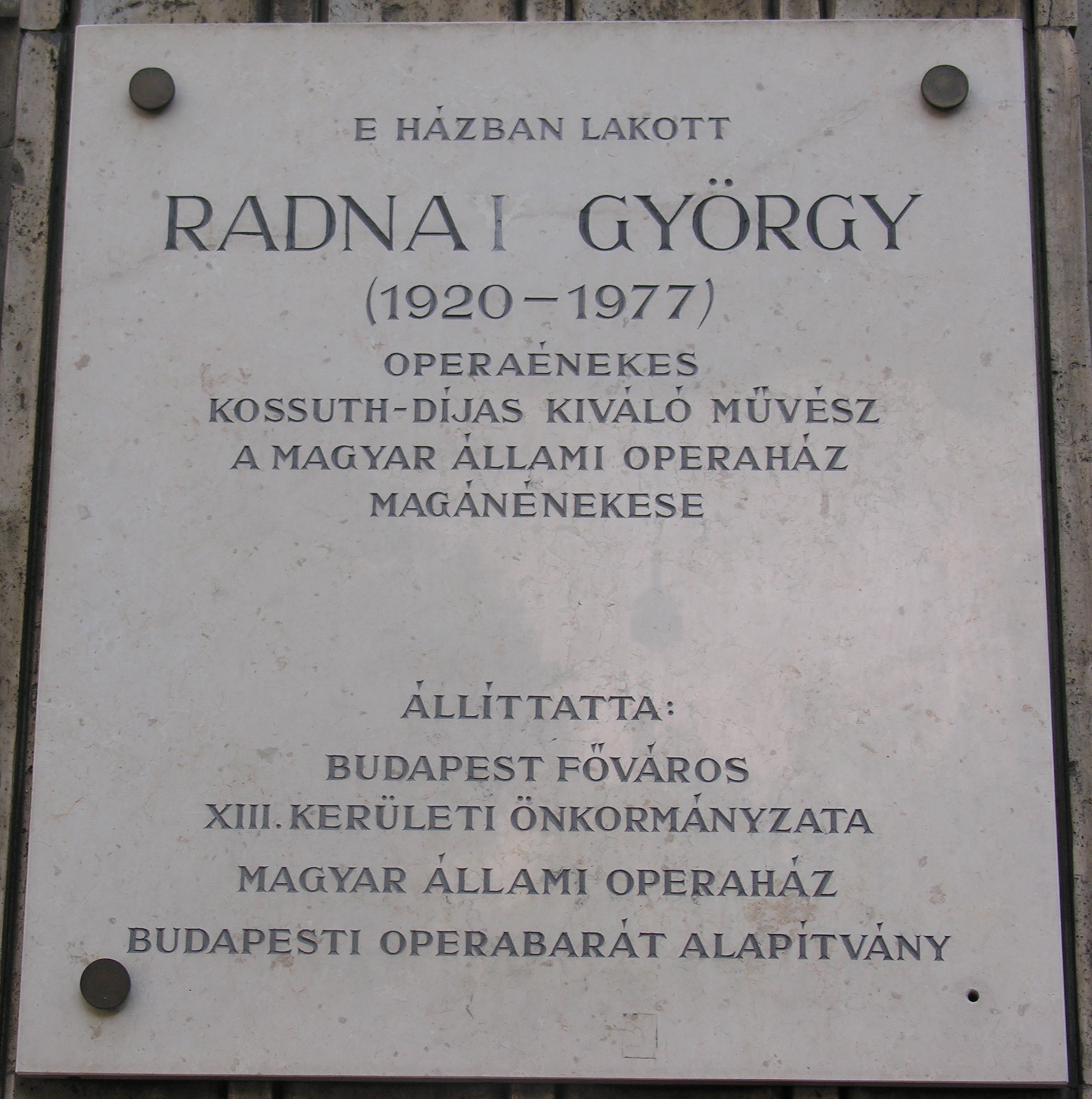
Radnai György emléktáblája egykori lakhelyén, a Jászai Mari tér 4/a szám alatt

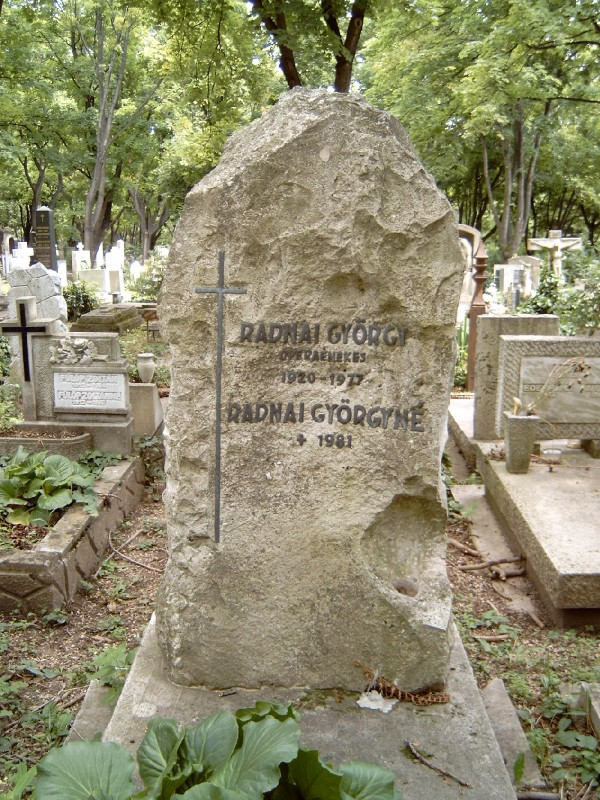
Radnai György sírja Budapesten. Farkasréti temető: 6/15-1-140.

Radnai György 1920. augusztus 7-én született Szurdokpüspökin. Érettségije után egy textilgyárban dolgozott mint bérelszámoló. Szabadidejében egy amatőr színjátszó csoport tagja volt. A második világháborúban fogságba esett, majd 1947-es hazatérése után kezdett énekelni tanulni dr. László Gézánál és az ő ajánlására került a Nemzeti Zenedébe, ahol Nádasdy Kálmán és Pless László növendéke lett. 1947-ben a Genfi Nemzetközi Zenei Versenyen második díjat nyert. 
Tanulmányait 1948-ban fejezte be és az Operaházhoz szerződött, melynek haláláig magánénekese maradt. Tonio szerepében debütált Leoncavallo Bajazzók című operájában. Karrierje során elsősorban Verdi híres bariton szerepeit énekelte. Sokszor szerepelt külföldön (Ausztria, Románia, Kanada, Törökország), több lemeze jelent meg. A Magyar Rádióban és koncerteken gyakran énekelt dalokat, operettet, sanzonokat és nótákat is. 1977. április 4-én hunyt el. Hamvait a budapesti Farkasréti temetőben helyezték örök nyugalomra.

## Főbb szerepei
- Berg: Wozzeck – Wozzeck
- Erkel: Bánk bán – Tiborc
- Donizetti: Don Pasquale – Don Pasquale
- Gershwin: Porgy és Bess – Porgy
- Kodály: Háry János – Háry János
- Leoncavallo: Bajazzók – Tonio
- Mozart: A varázsfuvola – Papageno
- Puccini: Tosca – Scarpia
- Puccini: Gianni Schicchi – Gianni Schicchi
- Rossini: A sevillai borbély – Figaro
- Verdi: Rigoletto – Rigoletto
- Verdi: Aida – Amonastro
- Verdi: Otello – Jago
- Verdi: Falstaff – Falstaff
- Wagner: A nürnbergi mesterdalnokok – Hans Sachs

## Díjai
- Érdemes művész (1965)
- Kiváló művész (1972)
- Kossuth-díj (1975)
- SZOT-díj (1977)